# Hemidactylus frenatus
Hemidactylus frenatus är en ödleart som beskrevs av  Hermann Schlegel 1836. Hemidactylus frenatus ingår i släktet Hemidactylus och familjen geckoödlor. IUCN kategoriserar arten globalt som livskraftig. Inga underarter finns listade i Catalogue of Life.